# Rejon łucki
Rejon łucki (ukr. Луцький район) – jednostka administracyjna Ukrainy, w składzie obwodu wołyńskiego. Głównym miastem jest Łuck.
Rejon został utworzony 17 lipca 2020 w związku z reformą podziału administracyjnego Ukrainy na rejony.

## Podział administracyjny rejonu
Rejon łucki od 2020 roku dzieli się na terytorialne hromady:

- Hromada Beresteczko
- Hromada Boratyn
- Hromada Horodyszcze
- Hromada Horochów
- Hromada Dorosinie
- Hromada Kiwerce
- Hromada Kołki
- Hromada Kopaczówka
- Hromada Łuck
- Hromada Marianówka
- Hromada Ołyka
- Hromada Podhajce
- Hromada Rożyszcze
- Hromada Torczyn
- Hromada Cumań